# Gabriel Brazenas
Gabriel Vito Brazenas (Buenos Aires, 29 de noviembre de 1967) es un exárbitro argentino que desempeñaba esa función desde 1999 hasta 2009, cuando se retiró tras el polémico partido de Vélez Sarsfield y Huracán, válido por el Clausura 2009, declarando incapacidad por problemas físicos.

## Biografía
Brazenas debutó como referí en el Torneo Clausura 1999, el 11 de abril de 1999 en el empate 1 a 1 entre Estudiantes de La Plata y Rosario Central.
En la última fecha del Torneo Clausura 2009, en la que Vélez Sarsfield y Huracán definían el campeonato, Brazenas tuvo una actuación con un error decisivo en la victoria de Vélez. Tras ese partido, Brazenas no dirigió durante el Torneo Apertura 2009 aduciendo problemas físicos. Finalmente, en 2010, Brazenas se retiró al no poder pasar las pruebas de aptitud física.

No es fácil ser árbitro en este país. La sociedad argentina siempre pone las excusas afuera y nunca vemos para adentro. Es normal que el argentino esté siempre disconforme por todo. Pegarle al referí es lo más fácil y no existe el árbitro que se vaya ovacionado de una cancha. Aquel que comienza a dirigir esperando ser aplaudido se tiene que ir mañana.
Gabriel Brazenas

En 2012 dirigió una final amistosa de futsal y dirigió partidos de ligas regionales.[cita requerida]